# Octomys mimax
La vizcacha del monte o rata cola peluda (Octomys mimax) es una especie de roedor histricomorfo de la familia Octodontidae, la única del género Octomys. Es endémica de Argentina. Está amenazada por pérdida de hábitat.